# لتوف کبلی
لتوف کبلی (انگلیسی: Letov Kbely) یک شرکت تولید هواگرد در جمهوری چک است. این شرکت در سال ۱۹۱۸ برای تعمیر هواپیماهای جنگ جهانی اول بنیان‌گذاری شد و اولین هواپیمای خود را در سال ۱۹۲۰ ساخت. در زمان جنگ جهانی دوم به عنوان تعمیرکننده‌ی هواپیماهای نیروی هوایی آلمان نازی خدمت کرد.
این شرکت از دهه ۱۹۵۰ به تولید قطعات هواپیماهای میگ-۱۵ و میگ ۲۱ و میگ-۱۹ پرداخته است. پس از انقلاب مخملی در چکسلواکی در سال ۱۹۸۹ این شرکت بازار جهانی خود را از دست داد و در نهایت در سال ۲۰۰۰ توسط گروه لاتکوئر خریداری شد.